# بيلي سترينج
بيلي سترينج (بالإنجليزية: Billy Strange)‏ هو عازف قيثارة وملحن ومغني وكاتب أغاني ومغن مؤلف أمريكي، ولد في 29 سبتمبر 1930 في لونغ بيتش في الولايات المتحدة، وتوفي في 22 فبراير 2012 في ناشفيل في الولايات المتحدة.

## وصلات خارجية
- بيلي سترينج على موقع IMDb (الإنجليزية)
- بيلي سترينج على موقع ميوزك برينز (الإنجليزية)
- بيلي سترينج على موقع أول موفي (الإنجليزية)
- بيلي سترينج على موقع قاعدة بيانات برودواي على الإنترنت (الإنجليزية)
- بيلي سترينج على موقع قاعدة بيانات الأفلام السويدية (السويدية)
- بيلي سترينج على موقع أول ميوزيك (الإنجليزية)
- بيلي سترينج على موقع ديسكوغز (الإنجليزية)
- بيلي سترينج على موقع قاعدة بيانات الفيلم (الإنجليزية)
- بيلي سترينج على موقع كينوبويسك (الروسية)